# 神籬

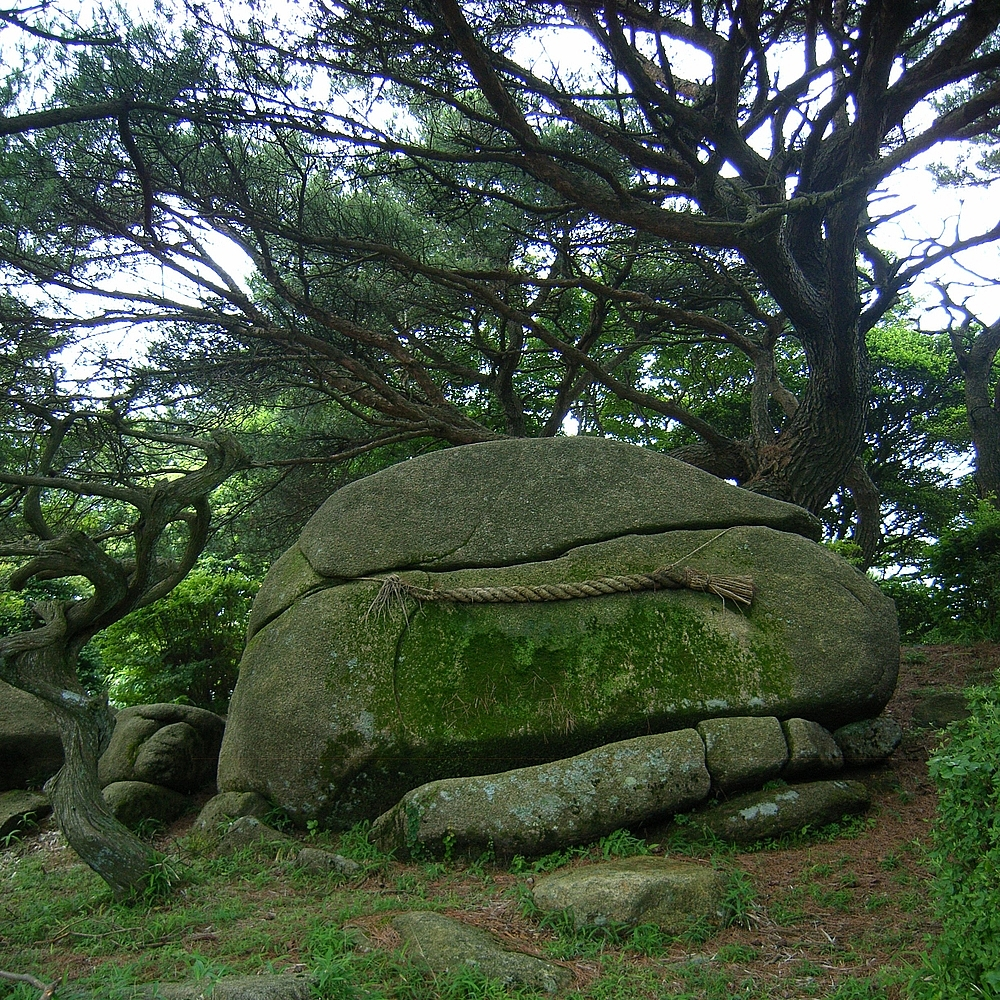
天穂日命の神籬（六甲山カンツリーハウスにて）

神籬（ひもろぎ）とは、神道において神社や神棚以外の場所で祭祀を行う場合、臨時に神を迎えるための依り代となるもの。

## 起こりと現在
古来、日本人は自然の山や岩、木、海などに神が宿っていると信じ、信仰の対象としてきた。そのため、古代の神道では神社を建てて社殿の中に神を祀るのではなく、祭りの時はその時々に神を招いて執り行った。その際、神を招くための巨木の周囲に玉垣をめぐらして注連縄で囲うことで神聖を保ち、古くはその場所が神籬と呼ばれた。次第に神社が建てられるようになり、祭りも社殿で行われるようになったが、古い形の神社は、建物の中に玉垣を設けて常盤木を立てて神の宿る所とし、祭るものであった。後にはこの常盤木を神籬と呼ぶようになった。
現在は、神籬は地鎮祭などで用いられる。
形式は、八脚台という木の台の上に枠を組み、その中央に榊の枝を立て、紙垂と木綿（ゆう）を付けたものである。なお、神籬には、常緑樹（常磐木）が用いられてきており、榊のほか、松なども使用されている。

## 語意
「ひもろぎ」（古代には「ひもろき」）の語源は、「ひ」は神霊、「もろ」は天下るの意の「あもる」の転、「き」は木の意とされ、神霊が天下る木、神の依り代となる木の意味となる。
※異説：檜（ひのき）榁（むろのき）松（まつのき）などのように、待ち合わせの目印となる高木。会う、群がる木の意。但し、末尾の「き」とは甲類で乙類の「木」と音韻上違い、語源的には無関係である。
漢字の「神籬」は宛て字であり、「籬」は竹や柴で作られた垣根を意味する。なお、「垣」も垣根を意味するが、こちらはもともと土塀（土で作られた垣根）を意味していたのが、広く垣根全般を指すようになったものである。ちなみに、「垣籬（えんり）」あるいは「籬垣（りえん）」という熟語もまた、竹や柴の垣根を意味する。
なお、「神籬」の本来の読み方は「かみがき」「みづがき」であった。
「胙」「膰」「燔」にも「ひもろぎ」の字訓が宛てられているが、これらの元々の意味は神前に供える肉であり、「神籬」と表記する場合とは大きく意味が異なる。

## 神話において
日本神話の天孫降臨において、高御産巣日神（高木神（たかぎのかみ）とも呼ばれる樹神）は、天児屋根命と太玉命（祭祀を行う忌部氏の祖とされる）に、「天津神籬と天津磐境を起こし樹（た）てて、常にわが天孫のために斎（いわ）い祭りなさい」と命じたとされる。

## 伊勢神宮において
神が依り憑く神籬 (ひもろぎ)として、心御柱（しんのみはしら）を、伊勢神宮の正殿、床下中央部分に建てている。